# Gnophos benestriata
Gnophos benestriata är en fjärilsart som beskrevs av Kovács 1954. Gnophos benestriata ingår i släktet Gnophos och familjen mätare. Inga underarter finns listade i Catalogue of Life.